# Brug 1057

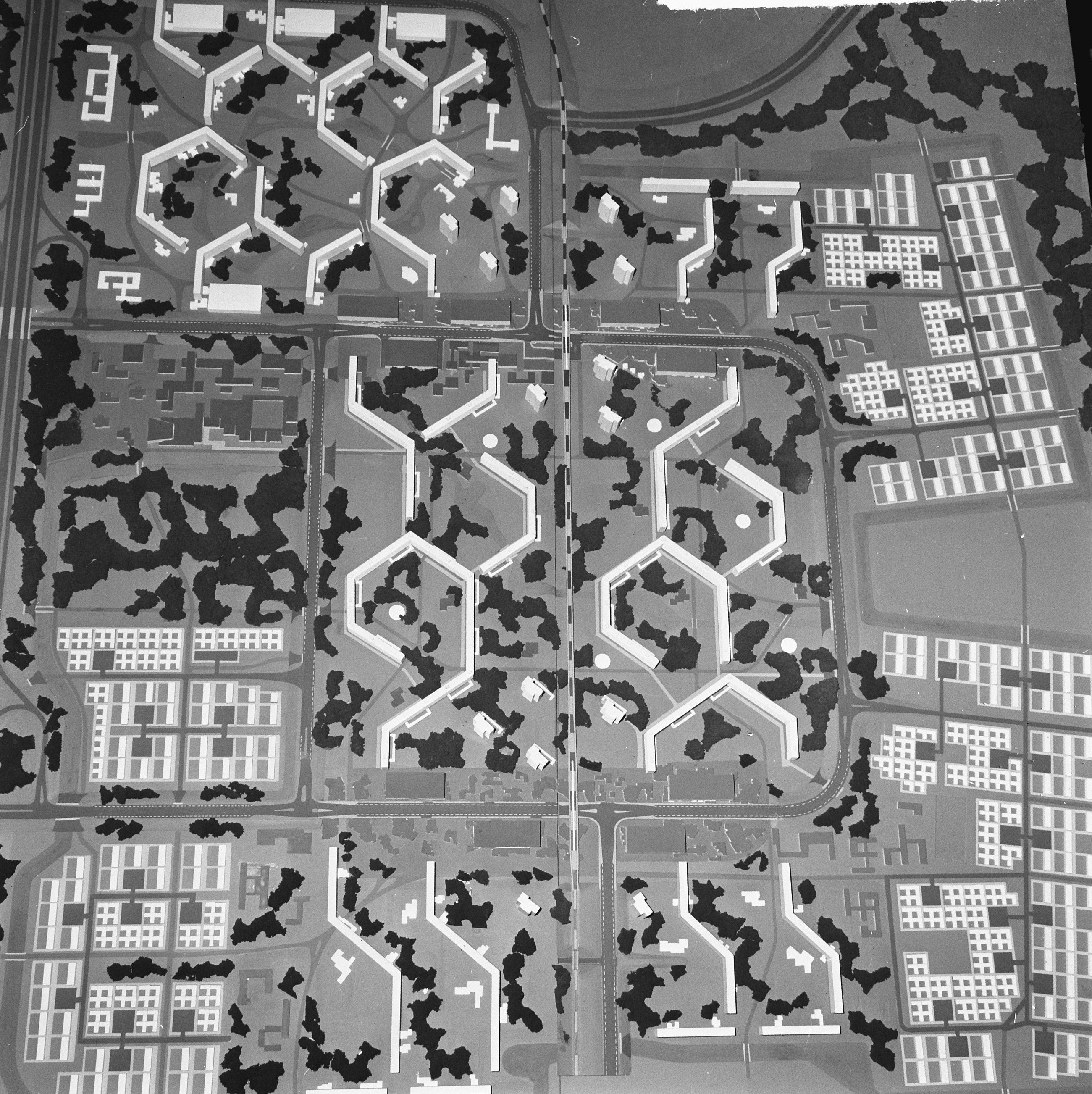
Deel van een maquette van de Zuidoostelijke stadsuitbreiding van Amsterdam, waarop onder in het midden het oorspronkelijke ontwerp is te zien; 3 juni 1965.

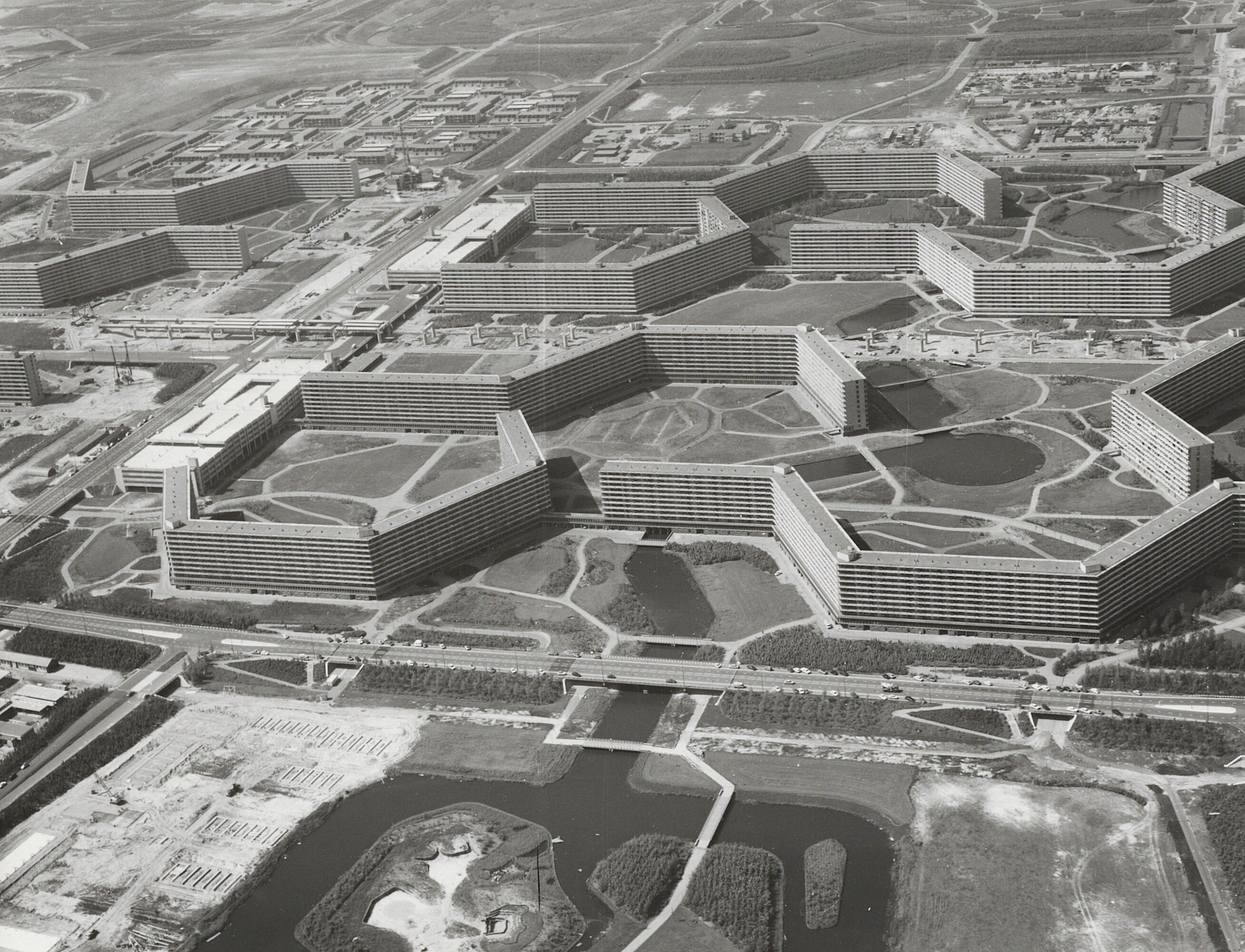
Midden links voor de Bijlmerdreefmetrobrug de Kromwijkdreef met brug 1057 achter heistelling (1973)

Brug 1057 was een bouwkundig kunstwerk in Amsterdam-Zuidoost.
Brug 1057 maakte vanaf 1967 deel uit van de infrastructuur binnen deze nog te bouwen wijk. In die wijk kwam een soort rondweg in de vorm van Bijlmerdreef, 's-Gravendijkdreef en Karspeldreef. Deze dreven werden halfhoog aangelegd op een dijklichaam en waren alleen toegankelijk voor snelverkeer. Voetgangers en fietsers bewogen zich voornamelijk op maaiveldniveau. Door deze inrichting van de wijk moesten er tal van viaducten gebouwd worden om het langzame verkeer ongehinderd tussen de diverse wijkonderdelen te laten bewegen. Bij de ontwerpfase van de Bijlmermeer was dat nog niet zover. De brug werd ontworpen als "viaduct in de Bijlmermeer".
Brug 1057 werd gebouwd in een aftakking aan de zuidkant van de Karspeldreef genaamd Kromwijkdreef richting wat vanaf 1982 de Gaasperdammerweg zou worden. In eerste instantie was het van 1977-1982 de tijdelijke ontsluitingsweg voor de bewoners van de wijk Nellestein. Die Kromwijkdreef komt dan nog aan de noordkant uit op de plaats waar op 30 september 1973 het busplatform Kraaiennest in gebruik werd genomen. Alhoewel hier alleen een voet- en fietspad liep met de naam Kantershofpad, werd toch geopteerd voor een lange overspanning. In een maquette uit 1965 voor het bouwkundig ontwerp rond de metrohalte Kraaiennest is te zien dat het winkelcentrum oorspronkelijk aan de zuidzijde van de Karspeldreef was voorzien. Ook staan er zes woontorens waarvan vier aan de noordzijde en twee aan de zuidzijde.Het ontwerp van het winkelcentrum en woontorens werd later in gewijzigde en afgeslankte vorm uitgevoerd waarbij het winkelcentrum aan de noordzijde werd gebouwd waardoor het viaduct langer dan noodzakelijk was. Dat pad liep parallel aan de Karspeldreef en moest hier tussen de flats Kempering (honingraat) en Klieverink (zowel toren (sinds 1975)- als honingraatflat) voor de wijkverbindingen zorgen. Het kruiste hier ook de oostlijn, die parallel loopt aan de Kromwijkdreef, het voet- en fietspad. De meer dan 75 meter lange overspanning moest door drie series van brugpijlers gedragen worden.
Voor genoemde dreven ontwierp Dirk Sterenberg voor de Dienst der Publieke Werken een soort standaardprogramma voor viaducten. Ze hebben allemaal grotendeels hetzelfde uiterlijk met afgeronde randplaten, betonblokken op de randen van het wegdek, leuningen en betegeling keermuren. Ook de brugpijlers zijn bij meerdere kunstwerken van Sterenberg terug te vinden, net als de lantaarns op uiteinden van jukken.
Het gescheiden verkeer werd hier vanaf begin jaren nul losgelaten. Er vond een ingrijpende sanering plaats waarbij het oostelijk deel van de rondweg werd afgegraven; de kruisingen werden verlaagd naar maaiveldniveau met bijvoorbeeld zebrapaden. Deze slag liep door tot eind jaren nul. Ook het deel van de Karspeldreef waar de Kromwijkdreef op uit komt werd afgegraven, waarbij brug 1057 van de kaart verdween. Er kwam een gelijkvloerse kruising op maaiveldniveau. De flats Kempering en het honingraatdeel van Klieverink verdwenen bij die sanering.
Er werd hier meer veranderd. metrostation Kraaiennest schoof naar het noorden op, het gelijknamige winkelcentrum verdween net als het daartussen liggende platform voor openbaar vervoer. Het grootste bouwwerk alhier, de Bijlmerdreefmetrobrug bleef staan.
<<< · 1000 · 1001 · 1002 · 1003 · 1004 · 1005 · 1006 · 1007 · 1008 · 1009 · 1010 · 1011 · 1012 · 1013 · 1014 · 1018 · 1028 · 1029 · 1030 · 1032 · 1033 · 1034 · 1035 · 1036 · 1037 · 1038 · 1039 · 1040 · 1041 · 1044 · 1045 · 1046 · 1048 · 1049 · 1050 · 1051 · 1062 · 1063 · 1064 · 1065 · 1066 · 1067 · 1076 · 1077 · 1078 · 1083 · 1090 · 1092 · 1093 · 1094 · 1095 · 1096 · 1097 · 1098 · 1099 · >>>
Brugnummers  1015, 1016, 1017, 1019, 1020, 1021, 1022, 1023, 1024, 1025, 1026, 1027, 1031, 1042, 1043, 1047, 1052/1053 (niet gebouwd), 1054, 1055, 1056, 1057, 1058, 1059, 1060, 1061, 1068, 1069-1075, 1079, 1080, 1081, 1082, 1084-1088, 1089 en 1091 (onbekend) zijn niet meer vergeven. De meesten daarvan zijn gesloopt in verband met sanering Zuidoost. Alle bruggen lagen en liggen in Zuidoost behalve bruggen 1000 en 1002.